# Естопель
Есто́пель — правовий принцип у міжнародному праві, згідно з яким сторона в силу деяких обставин втрачає право посилатися на будь-які підстави для визнання договору недійсним. Термін запозичений з англійського права, де він означає категоричне заперечення такої поведінки сторони в процесі, якою вона перекреслює те, що попередньо було нею визнано.